# Ходув (Мазовецьке воєводство)
Ходув (пол. Chodów) — село в Польщі, у гміні Седльці Седлецького повіту Мазовецького воєводства.
Населення — 1179 осіб (2011).
У 1975-1998 роках село належало до Седлецького воєводства.

## Демографія
Демографічна структура станом на 31 березня 2011 року:
|          | Загалом | Допрацездатний вік | Працездатний вік | Постпрацездатний вік |
| -------- | ------- | ------------------ | ---------------- | -------------------- |
| Чоловіки | 586     | 147                | 390              | 49                   |
| Жінки    | 593     | 126                | 351              | 116                  |
| Разом    | 1179    | 273                | 741              | 165                  |